# Aleksandrowo (rejon diedowiczski)
Aleksandrowo (ros. Александрово) – wieś (ros. деревня, trb. dieriewnia) w zachodniej Rosji, w wołoscie Szełonskaja (osiedle wiejskie) rejonu diedowiczskiego w obwodzie pskowskim.

## Geografia
Miejscowość położona jest w dorzeczu rzeki Biełka, 14,5 km od centrum administracyjnego osiedla wiejskiego (Dubiszno), 19 km od centrum administracyjnego rejonu (Diedowiczi), 108 km od stolicy obwodu (Psków).

## Demografia
W 2010 r. miejscowość zamieszkiwały 24 osoby.